# Vullnet Basha
Vullnet Xhevat Basha (* 11. Juli 1990) ist ein schweizerisch-albanischer ehemaliger Fussballspieler.

## Karriere

### Vereine
Vullnet erhielt 2009 einen Drei-Jahres-Vertrag beim Grasshopper Club Zürich, zuvor war der Mittelfeldakteur drei Jahre als Profi beim Zweitligisten FC Lausanne-Sport aktiv. Im Sommer 2011 wechselte er allerdings zu Neuchâtel Xamax, bei dem er einen Zweijahresvertrag unterzeichnete. Dieser verlor allerdings bereits im Januar 2012 seine Gültigkeit, nachdem Xamax zunächst die Lizenz entzogen worden war und der Verein wenig später Konkurs anmeldete. Basha wechselte daraufhin ebenso wie sein Mannschaftskollege Sébastien Wüthrich zum FC Sion. Zur Saison 2017/18 wurde er vom polnischen Erstligisten Wisła Krakau verpflichtet. Dort verblieb er vier Spielzeiten, bevor er sich Ionikos Nikea anschloss.

### Nationalmannschaft
Für die Schweizer Nachwuchs-Nationalmannschaften der Altersklasse U-19 und U-20 bestritt er zwischen 2008 und 2011 insgesamt 15 Länderspiele, in denen er drei Tore erzielte. Für die A-Nationalmannschaft Albaniens debütierte er am 14. August 2013 in Tirana beim 2:0-Sieg im Testspiel gegen die Auswahl Armeniens mit Einwechslung für Amir Abrashi in der 76. Minute.

## Sonstiges
Er ist der jüngere Bruder von Migjen Basha (* 1987), der seit 2022 beim FC Echallens in der Schweiz spielt.